# Марка (ТВ филм из 1988)
„Марка” је југословенски и македонски ТВ филм из 1988. године. Режирао га је Стојан Стојаноски а сценарио је написао Васил Манцев.

## Улоге
| Глумац                    | Улога |
| ------------------------- | ----- |
| Лазар Бараков             |       |
| Силвана Бајчиновци        |       |
| Милица Стојанова          |       |
| Благоја Спиркоски Џумерко |       |
| Ђокица Лукаревски         |       |
| Мустафа Јашар             |       |
| Стево Спасовски           |       |